# 陸大受
陸大受（1577年—1621年），字凝遠，號镜澄，南直隶常州府武進縣（今江蘇省常州市）人，軍籍，明朝政治人物。

## 生平
萬曆三十一年（1603年）癸卯科應天府乡试第一百十七名舉人，萬曆三十五年（1607年）丁未科進士，授行人。升任行人司副、司正、戶部郎中、戶部浙江司署郎中事。之後出任江西撫州府知府。兩年後，徐紹吉、韓浚以京察奪其官。天啟初年，御史張慎言、方震孺、魏光緒、楊新期交章提出陸大受、張庭、李俸三人有冤。陸大受出任廣東韶州府知府，不久去世。

## 家族
曾祖陸用章，贡士。祖父陸性學。父陸文瀛。母鄭氏。具庆下。